# Meriania speciosa
Meriania speciosa är en tvåhjärtbladig växtart som först beskrevs av Aimé Bonpland, och fick sitt nu gällande namn av Charles Victor Naudin. Meriania speciosa ingår i släktet Meriania och familjen Melastomataceae. Inga underarter finns listade i Catalogue of Life.